# هارولد فريدمان
هارولد فريدمان (بالإنجليزية: Harold Friedman)‏ هو كيميائي أمريكي، ولد في 24 مارس 1923 في مانهاتن في الولايات المتحدة، وتوفي في 16 سبتمبر 2005 في ستوني بروك ، نيويورك في الولايات المتحدة.